# Fruxil
Fruxil es una pequeña aldea rural de la parroquia de A Cervela en el municipio de Incio (Provincia de Lugo). Perteneciente a la Comarca de Sarria, en 2005 constaba de 18 viviendas. Tiene una población de 30 habitantes (INE 2022).
Su característica forma de herradura la hace fácilmente reconocible desde el aire.